# Camponotus constructor
Camponotus constructor är en myrart som beskrevs av Auguste-Henri Forel 1899. Camponotus constructor ingår i släktet hästmyror, och familjen myror. Inga underarter finns listade.

## Bildgalleri

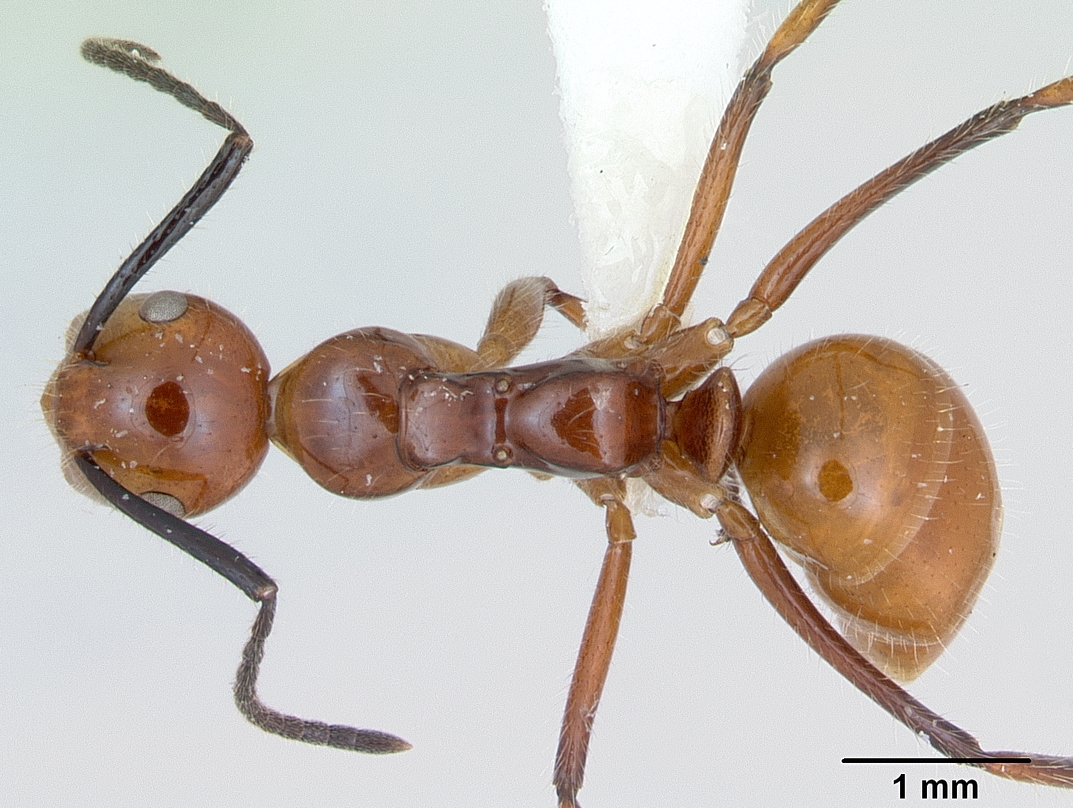
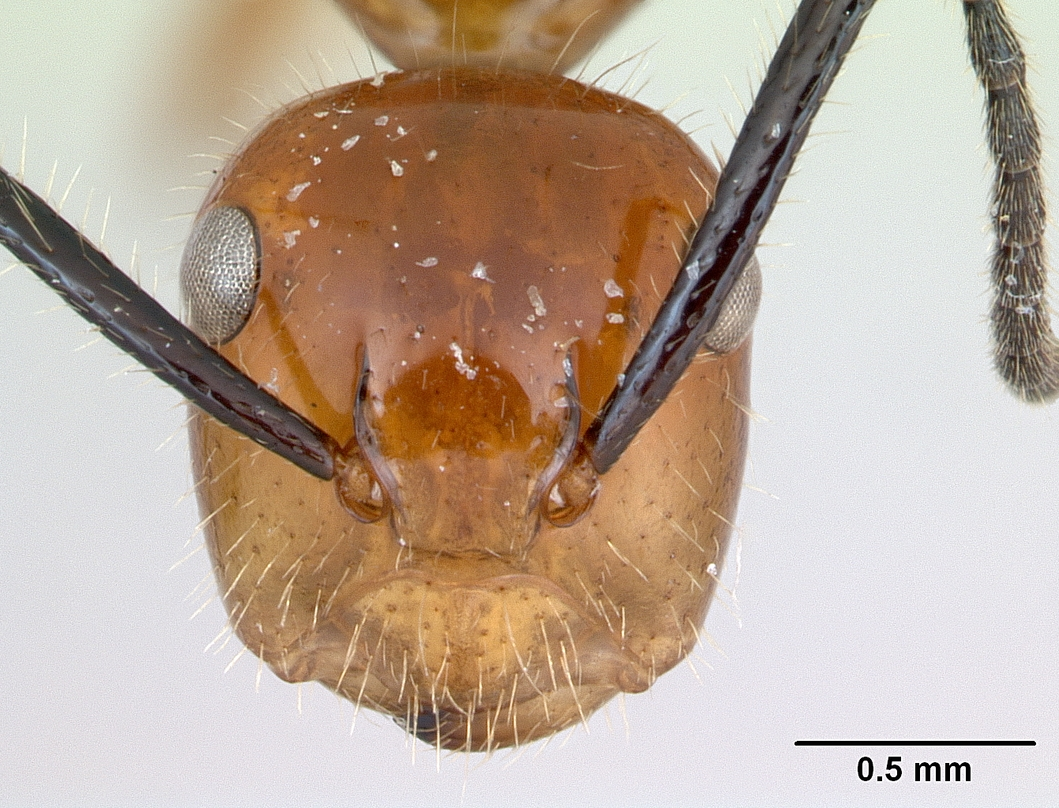
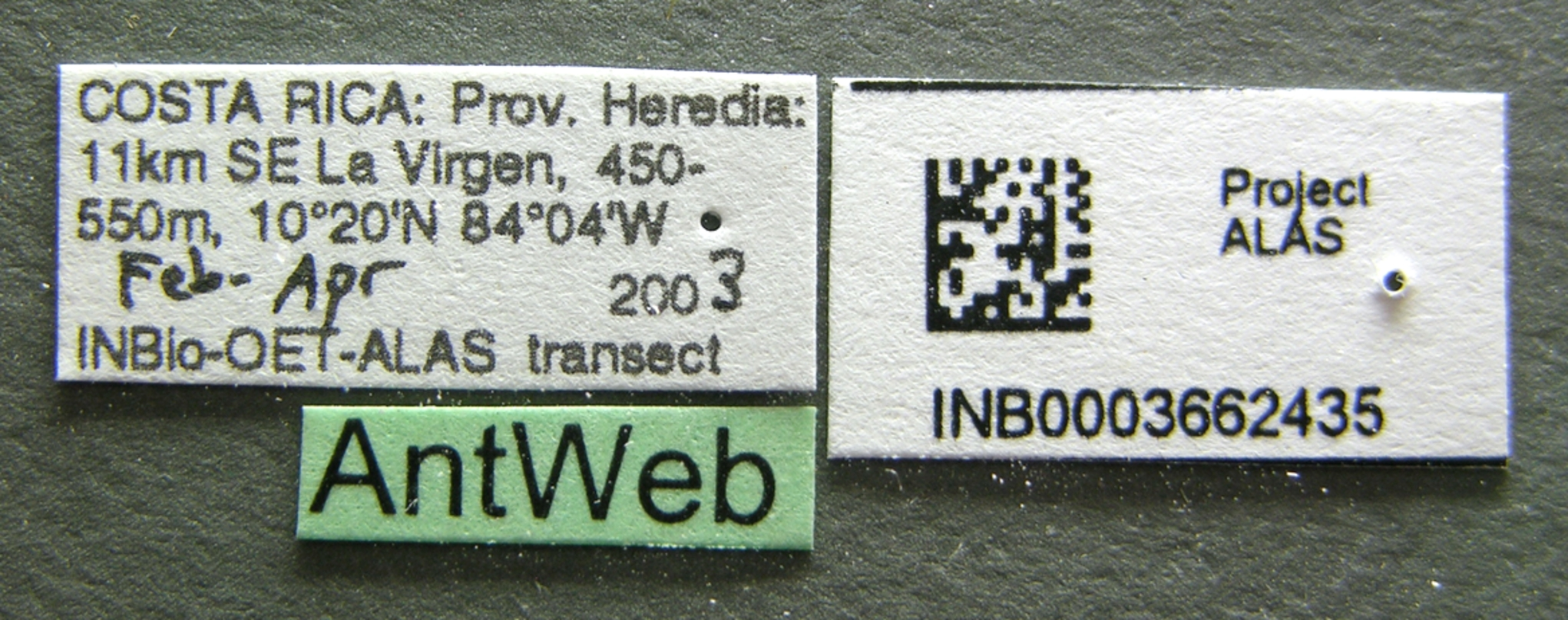
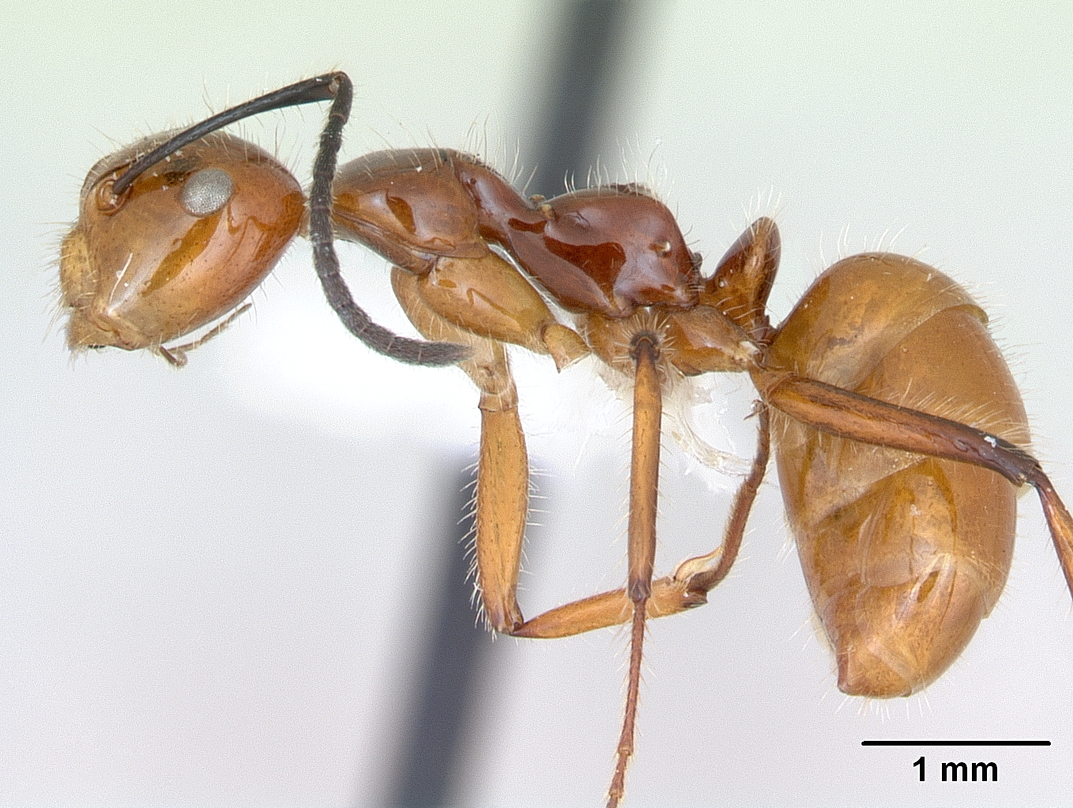
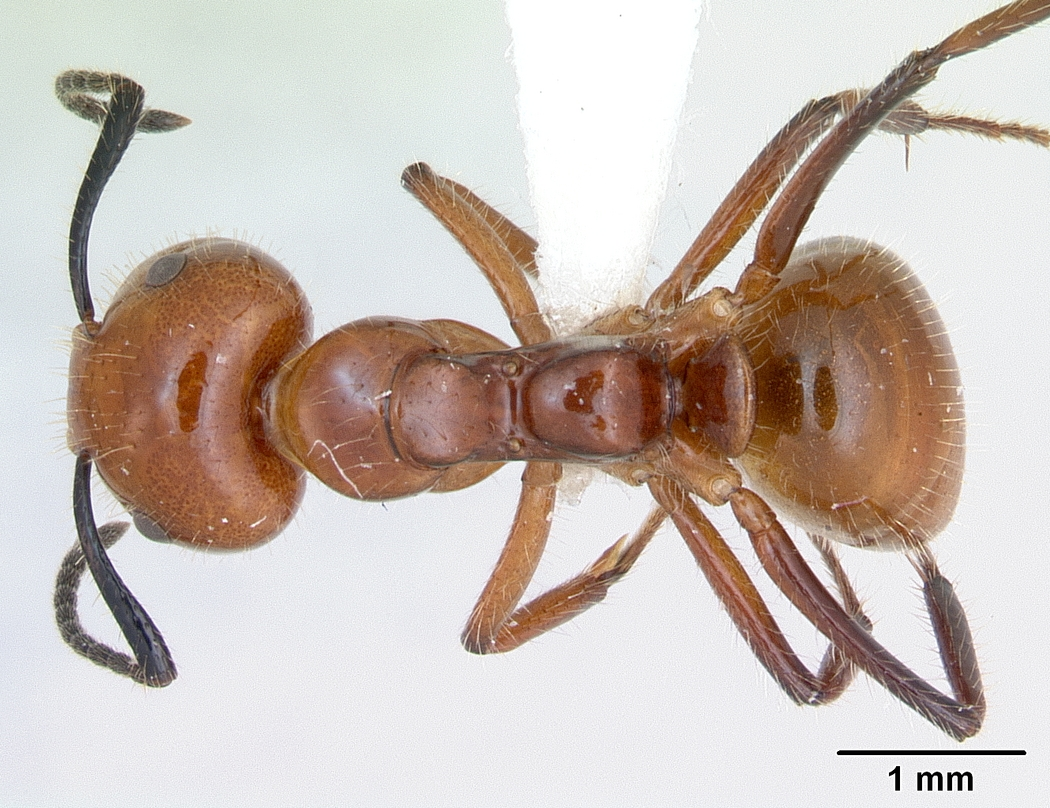
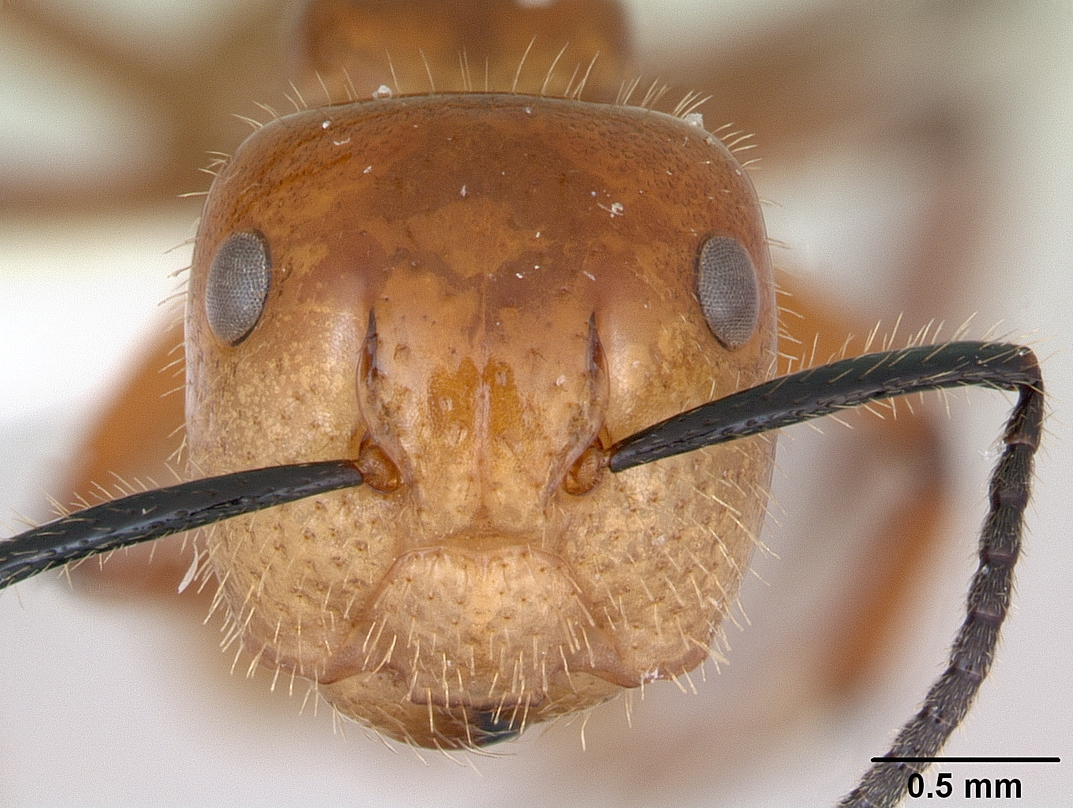